# Vụ chìm tàu di cư Messenia 2023
Vào ngày 14 tháng 6 năm 2023, một chiếc thuyền đánh cá buôn lậu người di cư bị chìm trên Biển Ionia, xa bờ Pylos, Messenia. Theo ước tính, trên tàu có thể có tới 750 người tị nạn. Chính quyền Hy Lạp đã tiến hành các nỗ lực tìm kiếm và cứu hộ và thành công trong việc cứu sống 104 người, bao gồm người Ai Cập, Syria, Pakistan, Afghanistan và Palestine. Ngoài ra, cũng đã tìm thấy 82 thi thể và còn nhiều người khác đã mất tích trong sự việc này.